# Berasia
Berasia o Barasia és una vila i nagar panchayat al districte de Bhopal a l'estat de Madhya Pradesh a l'Índia. Al cens del 2001 figura amb 24.289 habitants (el 1901 eren 4.276 habitants).
Sota Akbar el Gran fou part del sarkar de Raisen a la suba de Malwa. El 1709 la vila i el seu territori fou cedit a Dost Muhammad Khan que va estendre els seus dominis i va fundar el principat de Bhopal. Dost Muhammad Khan hi va construir una mesquita que encara es conserva i on fou enterrat el seu pare Nur Muhammad Khan. Aquesta regió fou conquerida anys després (dins el segle xviii) per Jaswant Rao Ponwar de Dhar, i aquest la va perdre davant Amir Khan que la va concedir en jagir al famós líder pindari Karim Khan. Després de la supressió dels pindaris el 1817 fou restaurada a Dhar pels britànics, però confiscada el 1859 i entregada el 1860 a Bhopal com a recompensa pels serveis durant la rebel·lió dels sipais del 1857-1858.